# ロコモーション (企業)
株式会社ロコモーション（英: LOCOMOTION Inc.）は、テレビ番組の制作プロダクション。
テリー伊藤が立ち上げ、代表取締役を務める。

## 略歴
IVSテレビ制作に所属していたテリー伊藤が独立して創業。テレビ東京「浅草橋ヤング洋品店」がヒット作となる。
伊藤自身が出演する番組を中心に制作を手がけており、CM制作にも着手している。

## 会社概要

### 所在地
- 東京都渋谷区恵比寿3丁目3番8号　ラピツカキヌマ4～7F

### 設立年月日
- 1985年（昭和60年）9月9日

### 役員
- 代表取締役社長 : 伊藤輝夫（テリー伊藤）
- 取締役 : 原田政彦　須原美香　土屋守

## 所属スタッフ

### 制作
- テリー伊藤（社長／プロデューサー・演出）
- 原田政彦（取締役／プロデューサー）
- 須原美香（取締役／プロデューサー）
- 君島一彦（ディレクター）
- 田中健（ディレクター）
- 小日向アツシ（ディレクター）
- 宮川剛史（ディレクター）

### 構成作家
- 酒井健作
- 小高弘嗣
- 松見寿夫

## 主な作品

### テレビ番組

#### 現在
- サンデージャポン（TBS）
- 白熱ライブ ビビット（TBS）
- Time is Life～トキメキの時～（BS-TBS）
- 世界の日本人妻は見た!（TBS）
- 愛車天国!カスタムガレージ（BSスカパー!）
- テリー伊藤のマル金ライダー8（TOKYO MX）

#### 過去
- ビートたけしのお笑いウルトラクイズ（日本テレビ）
- 所印の車はえらい（TBS）
- 鎌倉恋愛委員会（TBS）
- 東京ナニワ倶楽部（テレビ朝日）
- とんねるずの生でダラダラいかせて!!（日本テレビ）
- 素敵な恋をしてみたい（TBS）
- 浅草橋ヤング洋品店（テレビ東京）
- 名門パープリン大学日本校（テレビ東京）
- まっ昼ま王!!（テレビ朝日）
- 出動!ミニスカポリス（テレビ東京）
- 快速!通勤仮面（テレビ朝日）
- 突撃!お笑い風林火山（フジテレビ）
- ヤミツキ（中京テレビ）
- ピンクパパラッチ（中京テレビ）
- クイズで公認!恋のおやジルシ（東海テレビ）
- ばちこい!（瀬戸内海放送）
- 優香&ビビアンのムチャ修行!（中京テレビ）
- 狙え!キテレツひっと（東海テレビ）
- 恋するいちごパラダイス（BS朝日）
- 給与明細（テレビ東京）
- スーパーチャンプル（中京テレビ）
- ありえへん∞世界（テレビ東京）
- 高田スザンヌ（BeeTV）
- テリー伊藤の月に吠えろ（BS11）
- テリー伊藤のネホリハホリ（テレビ東京）
- ザ・ベストハウス123（フジテレビ）
- ついていったらこうなった（フジテレビ）
- アイドル潜入捜査（MONDO TV）
- AKB子兎道場（テレビ東京）
- フットンダ（中京テレビ）
- TokYo,Boy（TOKYO MX）
- 奇跡体験!アンビリバボー（フジテレビ）
- ひかりTVナビ（ひかりTV）
- DANCE KINGDOM（NOTTV）

### CM
- プロピア
- 飯田産業
- LOST - テリー伊藤とデーブ・スペクターがCM共演。
- MGローバー

### DVD
- 社長力の真実（ワイキューブ社）
- ストレス解消法（仮）（コスモヘルス社）
- グラビアアイドルイメージDVD多数

### Web
- ソネット
- カドカワ
- リンク「街ログ」企画動画
- 給与明細3（AbemaTV）